# Zapasy na Igrzyskach Mikronezyjskich 2014
Turniej zapasów na igrzyskach Mikronezyjskich w 2014 rozegrano w dniach 21 – 22 lipca na Pohnpei w Mikronezji, na terenie National Campus Gymnasium w Palikir. W tabeli medalowej tryumfowali zapaśnicy z Mikronezji.

## Tabela medalowa
Gospodarz mistrzostw został zaznaczony kolorem.
| Poz. | Państwo         |         |    |    | Łącznie |
| ---- | --------------- | ------- | -- | -- | ------- |
| 1    | Mikronezja      | 10 (+6) | 11 | 15 | 36      |
| 2    | Palau           | 7       | 1  | 6  | 14      |
| 3    | Wyspy Marshalla | 1       | 5  | 3  | 9       |
| 4    | Nauru           | 0       | 1  | 1  | 2       |
|      | Łącznie         | 18      | 18 | 25 | 61      |

## Wyniki

### Styl klasyczny
| Konkurencja         | Złoto               | Srebro            | Brąz                                  |
| Kategoria do 59 kg  | Christian Nicolescu | J.Laukon Carthney | Christopher Nedeleec Risky Predrick   |
| Kategoria do 66 kg  | Jarvis Tarkong      | Lowe Bingham      | Romeo Suwei John Tulensru             |
| Kategoria do 71 kg  | Richard Nakasone    | Ring Glarence     | Thomas Wichilbuch James Kinto Dydasco |
| Kategoria do 75 kg  | Kenneth Mike        | Ioanis Macferson  | Joe Mavrick Haflei Gerome Petrus      |
| Kategoria do 80 kg  | Gino Wichilyang     | Giveme Cheipot    | Itunegelbai Bells                     |
| Kategoria do 85 kg  | Dukay Tairuwepiy    | Bapiano Ioanis    | Morgan Mori Irakl Lord Uong           |
| Kategoria do 98 kg  | JK Kaminanga        | Kun Killin        | James Tatogmai                        |
| Kategoria do 130 kg | Florian Temengil    | Louis Mordein     | ----                                  |

### Styl wolny
| Konkurencja         | Złoto               | Srebro             | Brąz                             |
| Kategoria do 57 kg  | Risky Predrick      | Paul Gibay         | Joearson Nena                    |
| Kategoria do 61 kg  | Christian Nicolescu | Charthney J.Laukon | Jonathan Garayog                 |
| Kategoria do 65 kg  | Jarvis Tarkong      | Fredrick Hesa      | John Tulensru Lowe Bingham       |
| Kategoria do 70 kg  | Ryan Ifamilik       | Thomas Wichilbuch  | Solomon Tohejale                 |
| Kategoria do 74 kg  | Kenneth Mike        | Baker Hairens      | Joe Mavrick Haflei Gerome Petrus |
| Kategoria do 86 kg  | Patrick Mike        | Itungelbai Bells   | Giveme Cheipot Waylon Muller     |
| Kategoria do 97 kg  | JK Kaminanga        | Dallas Milne       | Kun Killin Irakl Lord Uong       |
| Kategoria do 125 kg | Florian Temengil    | Siaumau Filoitofi  | Louis Mordein                    |

### W stylu wolnym kobiet
| Konkurencja        | Złoto               | Srebro       | Brąz            |
| Kategoria do 69 kg | Ilania Keju         | Besty Sillo  | ----            |
| Kategoria do 75 kg | Samantha Rechelluul | Angeline Tom | Piolani Tartius |

- Anenett Ioanis (48 kg), Ashley Martine (53 kg), Betty Sillo (55 kg), Maxine Ioanis (58 kg), Vicky Ann Nick (60 kg), Annie Dolon (63 kg) reprezentujące Mikronezję były jedynymi zawodniczkami w swoich kategoriach. W tabeli medalowej ich złote medale zostały ujęte w nawias.